# 36e législature du Québec
| 35e législature       | 35e législature       | 35e législature       | 36e législature       | 36e législature       | 36e législature       | 36e législature       | 36e législature       | 36e législature       | 36e législature       | 36e législature       | 36e législature       | 36e législature       | 36e législature     | 36e législature     | 36e législature     | 36e législature     | 36e législature     | 36e législature     | 36e législature     | 36e législature     | 37e législature      | 37e législature      | 37e législature      |
| Gouvernement Bouchard | Gouvernement Bouchard | Gouvernement Bouchard | Gouvernement Bouchard | Gouvernement Bouchard | Gouvernement Bouchard | Gouvernement Bouchard | Gouvernement Bouchard | Gouvernement Bouchard | Gouvernement Bouchard | Gouvernement Bouchard | Gouvernement Bouchard | Gouvernement Bouchard | Gouvernement Landry | Gouvernement Landry | Gouvernement Landry | Gouvernement Landry | Gouvernement Landry | Gouvernement Landry | Gouvernement Landry | Gouvernement Landry | Gouvernement Charest | Gouvernement Charest | Gouvernement Charest |
| 1998                  | 1998                  | 1998                  | 1998                  | 1999                  | 1999                  | 1999                  | 1999                  | 2000                  | 2000                  | 2000                  | 2000                  | 2001                  | 2001                | 2001                | 2001                | 2002                | 2002                | 2002                | 2002                | 2003                | 2003                 | 2003                 | 2003                 |

La 36e législature du Québec a été élue lors de l'élection générale québécoise de 1998 tenue le 30 novembre 1998. Elle a duré jusqu'au 12 mars 2003 au moment de la dissolution de l'Assemblée nationale par afin de tenir les 37e élections générales. Cette législature a vu succéder le gouvernement de Lucien Bouchard (1996-2001) et celui de Bernard Landry (2001-2003).

## Chronologie
- 28 octobre 1998 : Dissolution de la 35e législature par le lieutenant-gouverneur à la demande de Lucien Bouchard.
- 30 novembre 1998 : 36e élection générale québécoise portant à l'Assemblée nationale 75 députés du Parti québécois, 48 du Parti libéral du Québec et 1 de l'Action démocratique du Québec.
- 14 décembre 1998 : Tenue de la reprise des élections générales dans la circonscription de Masson en raison de la mort du candidat péquiste Yves Blais le 22 novembre 1998 durant la campagne électorale. Le péquiste Gilles Labbé est élu.
- 15 décembre 1998 : Formation du Conseil des ministres de Lucien Bouchard comprenant 27 ministres.
- 2 mars 1999 : Ouverture de la 1re séance de la 36e législature par l'élection de Jean-Pierre Charbonneau comme président de l'Assemblée nationale et de Michel Bissonnet comme vice-président.
- 3 mars 1999 : Discours d'ouverture de la session parlementaire.

## Liste des députés
Durant la 36e législature, 137 personnes différentes ont occupé les 125 postes de députés à l'Assemblée nationale : 78 sous la bannière du Parti québécois, 54 sous la bannière du Parti libéral et 5 sous la bannière de l'Action démocratique. Un député du Parti québécois, Paul Bégin, et un du Parti libéral, Jean-Claude Gobé ont siégé durant une partie de leur mandant à titre d'indépendant. Parmi les députés du Parti québécois, 37 ont été ministre à un moment ou à un autre durant la législature.
|  | Nom                                  | Parti                                               | Circonscription             |
|  | ------------------------------------ | --------------------------------------------------- | --------------------------- |
|  | André Pelletier                      | Parti québécois                                     | Abitibi-Est                 |
|  | François Gendron                     | Parti québécois                                     | Abitibi-Ouest               |
|  | Yvan Bordeleau                       | Libéral                                             | Acadie                      |
|  | Jean-Sébastien Lamoureux (1998-2001) | Libéral                                             | Anjou                       |
|  | Lise Thériault (2002-2003)           | Libéral                                             | Anjou                       |
|  | David Whissell                       | Libéral                                             | Argenteuil                  |
|  | Jacques Baril                        | Parti québécois                                     | Arthabaska                  |
|  | Normand Poulin                       | Libéral                                             | Beauce-Nord                 |
|  | Diane Leblanc                        | Libéral                                             | Beauce-Sud                  |
|  | André Chenail                        | Libéral                                             | Beauharnois-Huntingdon      |
|  | Claude Lachance                      | Parti québécois                                     | Bellechasse                 |
|  | Gilles Baril (1998-2002)             | Parti québécois                                     | Berthier                    |
|  | Marie Grégoire (2002-2003)           | Action démocratique                                 | Berthier                    |
|  | Claude Cousineau                     | Parti québécois                                     | Bertrand                    |
|  | Céline Signori (1998-2001)           | Parti québécois                                     | Blainville                  |
|  | Richard Legendre (2001-2003)         | Parti québécois                                     | Blainville                  |
|  | Nathalie Normandeau                  | Libéral                                             | Bonaventure                 |
|  | Michèle Lamquin-Éthier               | Libéral                                             | Bourassa                    |
|  | Diane Lemieux                        | Parti québécois                                     | Bourget                     |
|  | Jean-Pierre Charbonneau              | Parti québécois                                     | Borduas                     |
|  | Pierre Paradis                       | Libéral                                             | Brome-Missisquoi            |
|  | Louise Beaudoin                      | Parti québécois                                     | Chambly                     |
|  | Yves Beaumier                        | Parti québécois                                     | Champlain                   |
|  | Benoît Pelletier                     | Libéral                                             | Chapleau                    |
|  | Jean Rochon                          | Parti québécois                                     | Charlesbourg                |
|  | Rosaire Bertrand                     | Parti québécois                                     | Charlevoix                  |
|  | Jean-Marc Fournier                   | Libéral                                             | Châteauguay                 |
|  | Raymond Brouillet                    | Parti québécois                                     | Chauveau                    |
|  | Stéphane Bédard                      | Parti québécois                                     | Chicoutimi                  |
|  | Thomas Mulcair                       | Libéral                                             | Chomedey                    |
|  | Denise Carrier-Perreault             | Parti québécois                                     | Chutes-de-la-Chaudière      |
|  | Manon Blanchet                       | Parti québécois                                     | Crémazie                    |
|  | Lawrence S. Bergman                  | Libéral                                             | D'Arcy-McGee                |
|  | Hélène Robert                        | Parti québécois                                     | Deux-Montagnes              |
|  | Normand Jutras                       | Parti québécois                                     | Drummond                    |
|  | Jacques Côté                         | Parti québécois                                     | Dubuc                       |
|  | Normand Duguay                       | Parti québécois                                     | Duplessis                   |
|  | Joseph Facal                         | Parti québécois                                     | Fabre                       |
|  | Marc Boulianne                       | Parti québécois                                     | Frontenac                   |
|  | Guy Lelièvre                         | Parti québécois                                     | Gaspé                       |
|  | Réjean Lafrenière                    | Libéral                                             | Gatineau                    |
|  | André Boisclair                      | Parti québécois                                     | Gouin                       |
|  | Robert Kieffer                       | Parti québécois                                     | Groulx                      |
|  | Louise Harel                         | Parti québécois                                     | Hochelaga-Maisonneuve       |
|  | Roch Cholette                        | Libéral                                             | Hull                        |
|  | Jean-Paul Bergeron                   | Parti québécois                                     | Iberville                   |
|  | Maxime Arseneau                      | Parti québécois                                     | Îles-de-la-Madeleine        |
|  | Geoffrey Kelley                      | Libéral                                             | Jacques-Cartier             |
|  | Michel Bissonnet                     | Libéral                                             | Jeanne-Mance                |
|  | Margaret F. Delisle                  | Libéral                                             | Jean-Talon                  |
|  | Claude Boucher                       | Parti québécois                                     | Johnson                     |
|  | Guy Chevrette (1998-2002)            | Parti québécois                                     | Joliette                    |
|  | Sylvie Lespérance (2002-2003)        | Action démocratique                                 | Joliette                    |
|  | Lucien Bouchard (1998-2001)          | Parti québécois                                     | Jonquière                   |
|  | Françoise Gauthier (2001-2003)       | Libéral                                             | Jonquière                   |
|  | Claude Béchard                       | Libéral                                             | Kamouraska-Témiscouata      |
|  | Jacques Léonard (1998-2001)          | Parti québécois                                     | Labelle                     |
|  | Sylvain Pagé (2001-2003)             | Parti québécois                                     | Labelle                     |
|  | Jacques Brassard (1998-2002)         | Parti québécois                                     | Lac-Saint-Jean              |
|  | Stéphan Tremblay (2002-2003)         | Parti québécois                                     | Lac-Saint-Jean              |
|  | Jean-Claude Gobé                     | Libéral (1998-2003) Indépendant (2003)              | LaFontaine                  |
|  | Michel Côté                          | Parti québécois                                     | La Peltrie                  |
|  | Fatima Houda-Pepin                   | Libéral                                             | La Pinière                  |
|  | André Bourbeau                       | Libéral                                             | Laporte                     |
|  | Serge Geoffrion                      | Parti québécois                                     | La Prairie                  |
|  | Jean-Claude Saint-André              | Parti québécois                                     | L'Assomption                |
|  | Christos Sirros                      | Libéral                                             | Laurier-Dorion              |
|  | Serge Ménard                         | Parti québécois                                     | Laval-des-Rapides           |
|  | Jean-Pierre Jolivet (1998-2001)      | Parti québécois                                     | Laviolette                  |
|  | Julie Boulet (2001-2003)             | Libéral                                             | Laviolette                  |
|  | Linda Goupil                         | Parti québécois                                     | Lévis                       |
|  | Michel Després                       | Libéral                                             | Limoilou                    |
|  | Jean-Guy Paré                        | Parti québécois                                     | Lotbinière                  |
|  | Paul Bégin                           | Parti québécois (1998-2002) Indépendant (2002-2003) | Louis-Hébert                |
|  | Monique Jérôme-Forget                | Libéral                                             | Marguerite-Bourgeoys        |
|  | François Beaulne                     | Parti québécois                                     | Marguerite-D'Youville       |
|  | Cécile Vermette                      | Parti québécois                                     | Marie-Victorin              |
|  | François Ouimet                      | Libéral                                             | Marquette                   |
|  | Rémy Désilets                        | Parti québécois                                     | Maskinongé                  |
|  | Gilles Labbé                         | Parti québécois                                     | Masson                      |
|  | Matthias Rioux                       | Parti québécois                                     | Matane                      |
|  | Danielle Doyer                       | Parti québécois                                     | Matapédia                   |
|  | Madeleine Bélanger                   | Libéral                                             | Mégantic-Compton            |
|  | Robert Perreault (1998-2000)         | Parti québécois                                     | Mercier                     |
|  | Nathalie Rochefort (2001-2003)       | Libéral                                             | Mercier                     |
|  | Lyse Leduc                           | Parti québécois                                     | Mille-Îles                  |
|  | Réal Gauvin                          | Libéral                                             | Montmagny-L'Islet           |
|  | Jean-François Simard                 | Parti québécois                                     | Montmorency                 |
|  | André Tranchemontagne                | Libéral                                             | Mont-Royal                  |
|  | Russell Williams                     | Libéral                                             | Nelligan                    |
|  | Michel Morin                         | Parti québécois                                     | Nicolet-Yamaska             |
|  | Russell Copeman                      | Libéral                                             | Notre-Dame-de-Grâce         |
|  | Robert Benoît                        | Libéral                                             | Orford                      |
|  | Pierre-Étienne Laporte               | Libéral                                             | Outremont                   |
|  | Norman MacMillan                     | Libéral                                             | Papineau                    |
|  | Nicole Léger                         | Parti québécois                                     | Pointe-aux-Trembles         |
|  | Robert Middlemiss                    | Libéral                                             | Pontiac                     |
|  | Roger Bertrand                       | Parti québécois                                     | Portneuf                    |
|  | Lucie Papineau                       | Parti québécois                                     | Prévost                     |
|  | Sylvain Simard                       | Parti québécois                                     | Richelieu                   |
|  | Yvon Vallières                       | Libéral                                             | Richmond                    |
|  | Solange Charest                      | Parti québécois                                     | Rimouski                    |
|  | Mario Dumont                         | Action démocratique                                 | Rivière-du-Loup             |
|  | Pierre Marsan                        | Libéral                                             | Robert-Baldwin              |
|  | Benoît Laprise                       | Parti québécois                                     | Roberval                    |
|  | Rita Dionne-Marsolais                | Parti québécois                                     | Rosemont                    |
|  | François Legault                     | Parti québécois                                     | Rousseau                    |
|  | Rémy Trudel                          | Parti québécois                                     | Rouyn-Noranda—Témiscamingue |
|  | Gabriel-Yvan Gagnon (1998-2001)      | Parti québécois                                     | Saguenay                    |
|  | François Corriveau (2002-2003)       | Action démocratique                                 | Saguenay                    |
|  | Monique Gagnon-Tremblay              | Libéral                                             | Saint-François              |
|  | Nicole Loiselle                      | Libéral                                             | Saint-Henri—Sainte-Anne     |
|  | Léandre Dion                         | Parti québécois                                     | Saint-Hyacinthe             |
|  | Roger Paquin                         | Parti québécois                                     | Saint-Jean                  |
|  | Jacques P. Dupuis                    | Libéral                                             | Saint-Laurent               |
|  | André Boulerice                      | Parti québécois                                     | Sainte-Marie—Saint-Jacques  |
|  | Claude Pinard                        | Parti québécois                                     | Saint-Maurice               |
|  | Serge Deslières                      | Parti québécois                                     | Salaberry-Soulanges         |
|  | Line Beauchamp                       | Libéral                                             | Sauvé                       |
|  | Bernard Brodeur                      | Libéral                                             | Shefford                    |
|  | Jean Charest                         | Libéral                                             | Sherbrooke                  |
|  | Pauline Marois                       | Parti québécois                                     | Taillon                     |
|  | Agnès Maltais                        | Parti québécois                                     | Taschereau                  |
|  | Jocelyne Caron                       | Parti québécois                                     | Terrebonne                  |
|  | Guy Julien                           | Parti québécois                                     | Trois-Rivières              |
|  | Michel Létourneau                    | Parti québécois                                     | Ungava                      |
|  | David Payne                          | Parti québécois                                     | Vachon                      |
|  | Diane Barbeau                        | Parti québécois                                     | Vanier                      |
|  | Yvon Marcoux                         | Libéral                                             | Vaudreuil                   |
|  | Bernard Landry                       | Parti québécois                                     | Verchères                   |
|  | Henri-François Gautrin               | Libéral                                             | Verdun                      |
|  | William Cusano                       | Libéral                                             | Viau                        |
|  | Cosmo Maciocia (1998-2001)           | Libéral                                             | Viger                       |
|  | Anna Mancuso (2002-2003)             | Libéral                                             | Viger                       |
|  | David Cliche (1998-2002)             | Parti québécois                                     | Vimont                      |
|  | François Gaudreau (2002-2003)        | Action démocratique                                 | Vimont                      |
|  | Jacques Chagnon                      | Libéral                                             | Westmount—Saint-Louis       |